# 卡揚貝火山
卡揚貝火山（Volcán Cayambe）是厄瓜多爾皮欽查省的火山，位於首都基多東北70公里，高度5790米，是厄瓜多爾第三高的山峰。赤道穿过南坡4690米处，是赤道海拔最高的地方和唯一积雪的地方。卡揚貝火山是厄瓜多爾境內唯一有常年積雪的地方，這座火山在有歷史記載以來從沒有爆發過。人類在1880年第一次登上頂峰。

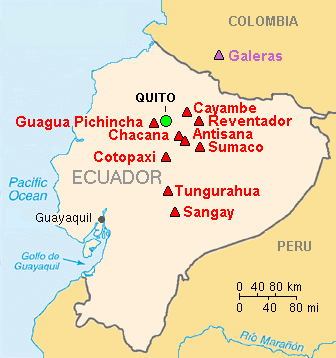
標示卡揚貝火山的地圖

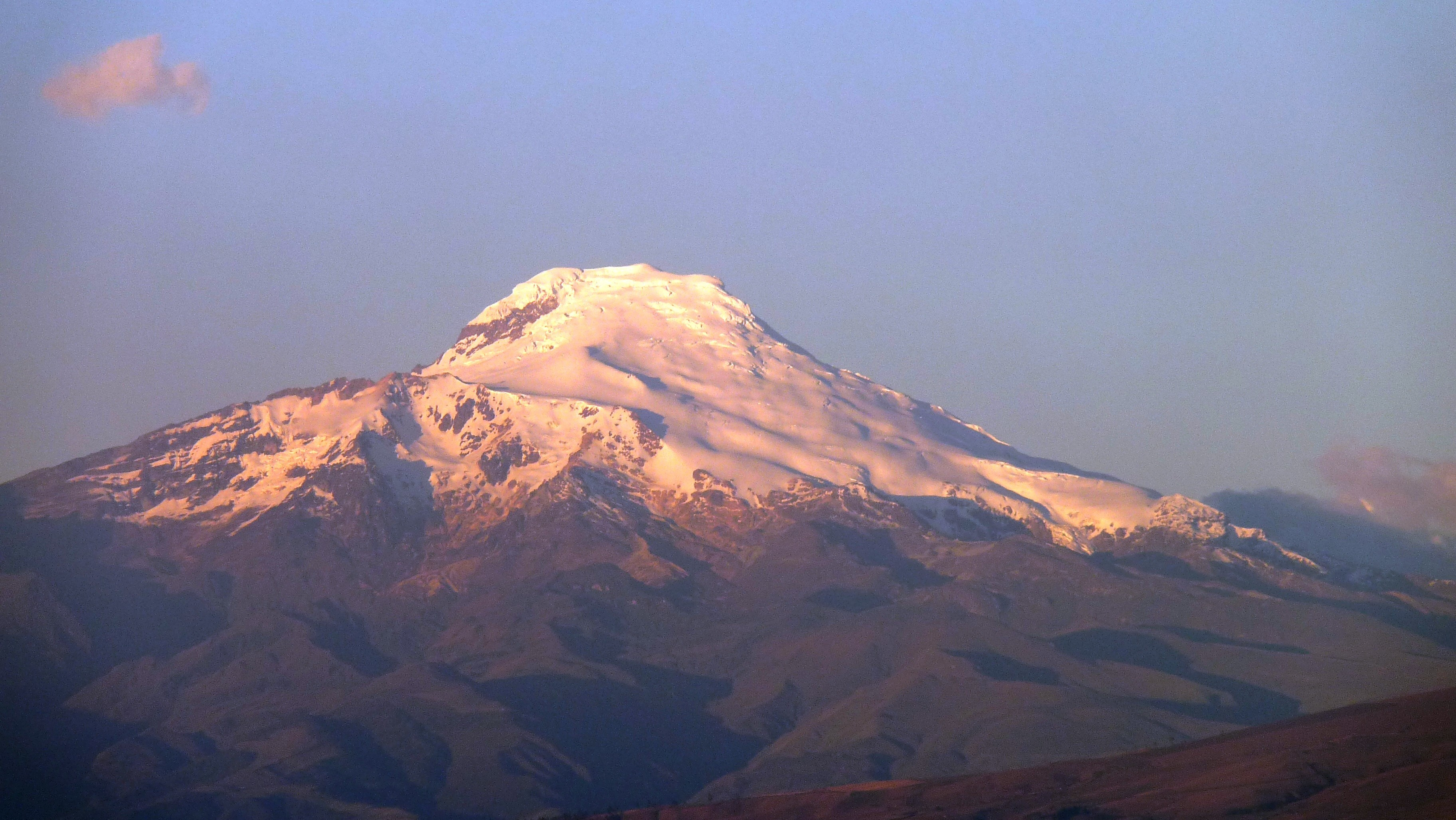
卡揚貝火山

## 外部連結
- Cayambe, Instituto Geofísico de la Escuela Politécnica Nacional
- Cayambe: Etymology（页面存档备份，存于）
- Photographs of the Andes（页面存档备份，存于）
- Climbing Trip Report